# Route Hesbaye insolite
De Route Hesbaye Insolite is een bewegwijzerde toeristische autoroute in Wallonië. De 100 kilometer lange route door Haspengouw is bewegwijzerd met zeshoekige borden. De route loopt door Amay, Jehay, Oteppe, Burdinne, Fallais, Flône.